# اسطوره‌های بین‌النهرین

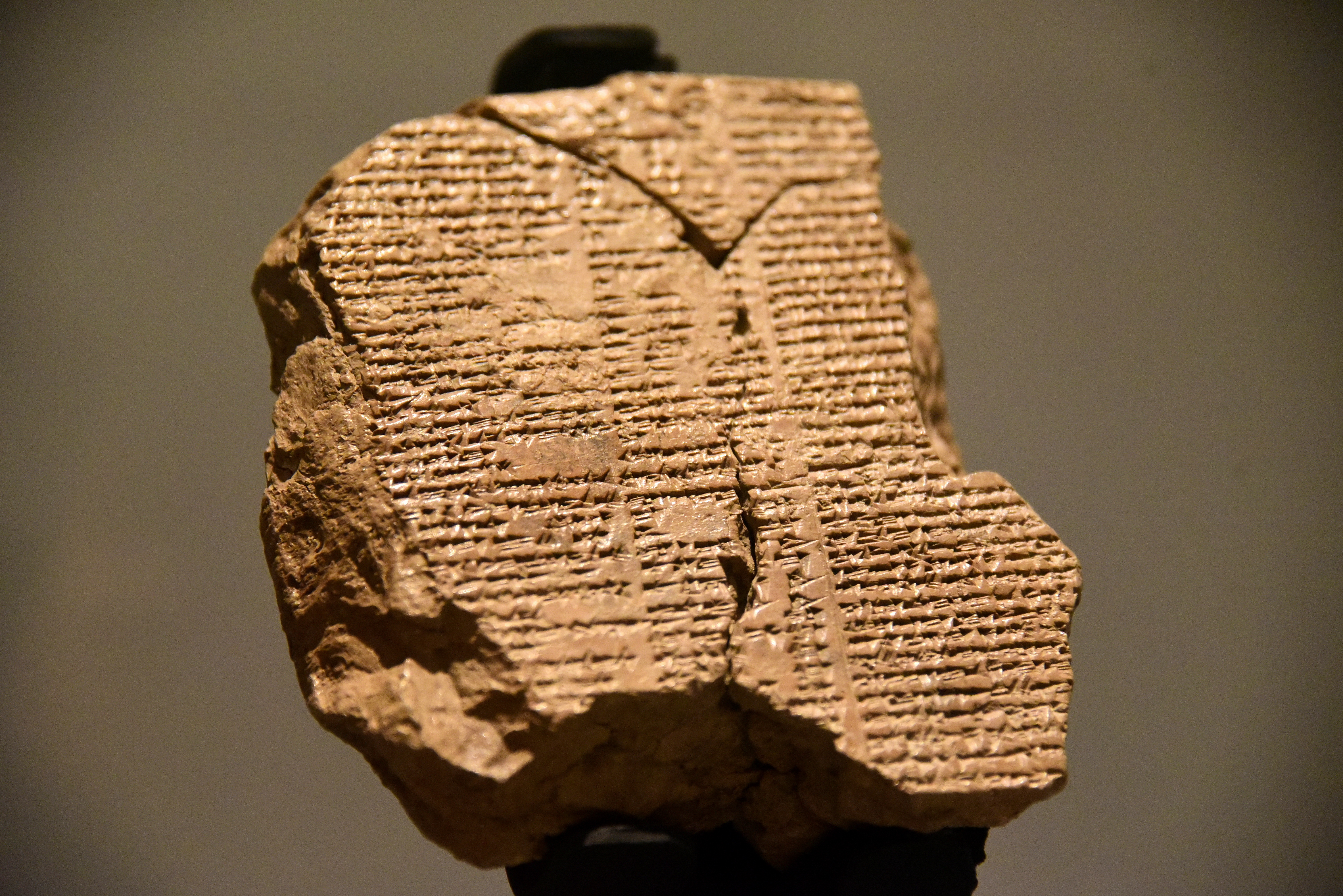
لوح V حماسه گیلگمش به جای مانده از دوره بابل کهن، ۲۰۰۳–۱۵۹۵ قبل از میلاد. یک شعر حماسی از بین‌النهرین باستان، که به عنوان اولین گونه ادبی برجای مانده تاریخی شناخته می‌شود.

اسطوره‌های بین‌النهرین به اسطوره‌ها، نوشته‌های دینی و دیگر ادبیاتی که از منطقه بین‌النهرین باستان که یک منطقه تاریخی درغرب آسیا، واقع در سامانه رودخانه‌ای دجله - فرات و منطقه عراق امروزی است، اشاره دارد. این اسطوره‌ها به‌ویژه مربوط به جوامع سومری، اکدی و آشوری، که همگی اندکی پس از ۳۰۰۰ سال پیش از میلاد مسیح وجود داشته و بیشتر آنها تا سال ۴۰۰ میلادی از بین رفته‌اند، اشاره می‌کند. این آثار نخست بر روی لوح‌های سنگی یا سفالی و توسط نویسندگان به خط میخی نوشته شده‌است. چندین قطعه طولانی از این نوشته‌ها باقی مانده‌است که برخی از آن‌ها از کهن‌ترین داستان‌های جهان به‌شمار می‌آیند و به تاریخ‌نگاران در فهم ایدئولوژی و کیهان‌شناسی فرهنگ میان‌رودان کمک می‌کند.

## اسطوره‌های آفرینش
گ

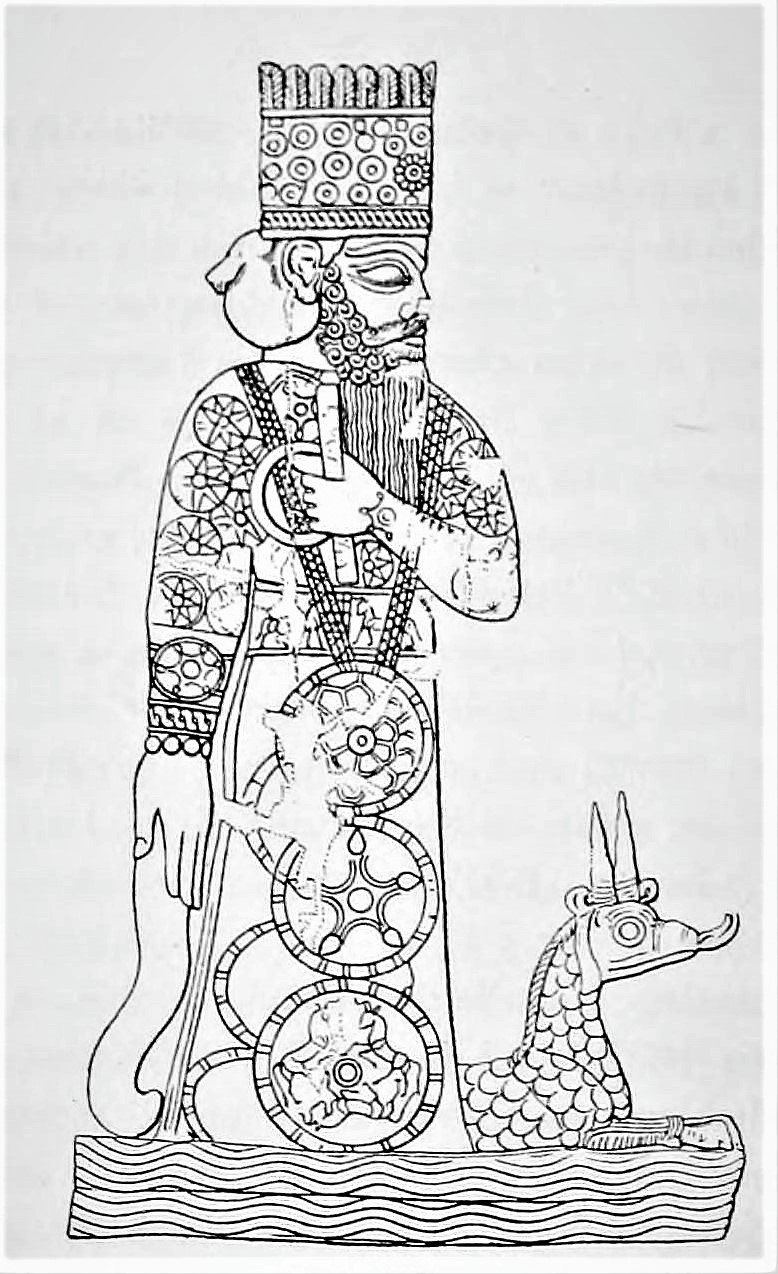
تصویر مردوک از قرن نهم پیش از میلاد، صحنه پیروزی مردوک (خدای بابلی) را نشان میدهد که سوار بر اژدهای موشخوشو، بر تیامات پیروز شده است. این طرح نمادین، مربوط به جشن سال نو بابلی است و در سال قرن بیست توسط پژوهش گر آلمانی کشف شد.

تاگونی از آفرینش زمین بین‌النهرین وجود دارد که دلیل آن وجود فرهنگ‌های گوناگون در منطقه و روایت‌هایی است که هر یک داشته‌اند. همچنین انتقال دهان به دهان داستان در فرهنگ‌های باستان رایج بوده‌است. این اسطوره‌ها می‌توانند درونمایه‌های مرتبطی داشته باشند، اما چینش زمانی رویدادها براساس اینکه داستان کی و کجا نوشته شده‌است، فرق می‌کند.

### آترا-هاسیس
به مقاله اصلی مراجعه کنید: آترا-هاسیس
آترا-هاسیس هم به یکی از اسطوره‌های بین‌النهرین دربارهٔ آفرینش زمین اشاره دارد و هم نام شخصیت اصلی آن افسانه است. این افسانه احتمالاً ریشه آشوری دارد، چرا که بخش‌های پراکنده‌ای از آن در کتابخانه آشوربانپال پیدا شده‌است، هرچند که برگردان‌ها چندان مطمئن نیستند. کامل‌ترین نسخه باقی مانده از آترا-هاسیس به زبان اکدی ضبط شده‌است. این افسانه با آفرینش آدم‌ها توسط الهه مادر مامی برای کاهش بار کار خدایان آغاز می‌شود. او آنها را از آمیزه‌ای از خاک رس، گوشت و خون خدای کشته‌شده‌ای می‌سازد. سپس در داستان، خدای انلیل تلاش می‌کند تا از طریق روش‌های گوناگون از جمله قحطی، خشکسالی و سرانجام سیل بزرگ، جمعیت بیش از اندازه انسان‌ها را مهار کند. نوع بشر توسط آرتاسیس (Atrahasis)، که از پیشامد سیل توسط خدا انکی آگاه شده و قایقی برای فرارساخته، نجات پیدا می‌کند.

### داستان آفرینش اریدو
به مقاله اصلی مراجعه کنید: اسطورۀ آفرینش سومری
آفرینش اریدو داستان مشابهی با افسانۀ آترا-هاسیس دارد، اگرچه فهمیدن اینکه دقیقاً در داستان اریدو چه اتفاقی می‌افتد به این خاطر که لوح نوشتۀ آن بسیار مغشوش شده کار سخت‌تری است. در هر دوی داستان‌ها سیل یک رویداد مهم است، اما قهرمانی که در داستان اریدو است نام زی-اود سورا دارد. داستان اریدو تقریباً همزمان با آترا-هاسیس سنگ‌نوشته شده‌است، اما لوح تکه‌تکۀ آن در نیپور، واقع در شرق عراق امروزی یافت شده، در حالی که آترا هاسیس در کتابخانه آشوربانیپال، در شمال عراق امروزی بوده‌است.

### انوما الیش
به مقاله اصلی مراجعه کنید: انوما الیش
انوما الیش یک اسطورۀ آفرینش بابلی است که احتمالاً قدمت آن به عصر برنز بازمی‌گردد. این اسطوره، داستان زاده‌شدن خدایان، جهان و انسان است که هدف آن‌ها خدمت به خدایان و سبک کردن کار آن‌ها بوده‌است. تمرکز این داستان بر ستایش مردوک، خدای پشتیبان بابل است که جهان، تقویم و بشریت را می‌آفریند.

## حماسه‌های قهرمانی
تمرکز این داستان‌ها بر روی یک قهرمان بزرگ و سفرها، آزمایش‌ها یا رخدادهای مهم زندگی‌شان، بود. داستان‌هایی از این دست را می‌توان در فرهنگ‌های گوناگون در سراسر جهان یافت که بیشتر به ارزش‌های آن مردمان می‌پردازد.

### حماسۀ گیلگمش
حماسۀ گیلگمش یکی از شناخته‌شده‌ترین حماسه‌های میان‌رودان است و بیشتر به عنوان کهن‌ترین قطعه ادبی برجستۀ جهان شناخته می‌شود. این داستان در ابتدا تعدادی داستان کوتاه جداجدا بود و تا سدۀ هجدهم در یک حماسه یک‌‌تکه گردآوری نشده‌بود. داستان دربارهٔ گیلگمش، پادشاه سومری، که یک شخصیت تاریخی هم هست، و دوست خوب او، انکیدو و ماجراهای گوناگون آنهاست که در پایان به مرگ می‌انجامد. در نیمه دوم داستان گیلگمش، که از مرگ دوستش و مرگ نزدیک خود ناراحت بود به جستجوی جاودانگی می‌رود. در پایان گیلگمش ناکام می‌ماند، اما با این واقعیت کنار می‌آید که سرانجام قرار است بمیرد و پادشاهی داناتر به شهر او، اوروک، می‌رود.

### اسطورۀ آداپا
اولین ضبط اسطوره آداپا به سده ۱۴ پیش از میلاد بازمی‌گردد. آداپا شهروند سومری بود که توسط خدای انکی به هوش بی‌اندازه‌ای دست یافت. با این وجود، یک روز باد جنوبی آداپا را به دریا انداخت و او نیز با خشم بال‌های باد جنوبی را شکست طوری که باد جنوبی دیگر نمی‌توانست باد بوزد. آنو آداپا را فراخواند تا مورد داوری قرار بگیرد، و پیش از اینکه آداپا آنجا را ترک کند، انکی به او هشدار داد تا از خوراکی هرچه به او پیشنهاد داده شد، نخورد. با این حال، آنو هنگامی که از هوش آداپا آگاهی یافت، تغییر عقیده داد و خوراک جاودانگی را به او پیشنهاد داد، که آداپا، با توجه به توصیه انکی، آن را رد کرد. این داستان افسانه‌ای مرگ انسان را تصویر می‌کند، این داستان با روایت سقوط انسان در مسیحیت نیز هم‌پوشانی دارد.

## درونمایه‌های مشترک
جاودانگی هدفی ثابت برای شخصیت‌های اسطوره‌های میان‌رودان است. سوای اینکه داستان از کدام نسخه می‌آید، خدایان به مردی که از طغیان‌ها جان سالم به در برد، چه آتراهاسیس باشد چه زی-اود-سورا یا اوتناپیشتیم، جاودانگی می‌بخشند. این شخصیت سپس در افسانه گیلگمش نمایان می‌شود، که گیلگمش پس از ترس از مرگ و جهان پسین و پس از شنیدن داستان‌هایی از دوست خود، انکیدو شنیده‌است، در جستجوی جاودانگی می‌رود. انکیدو می‌گوید:
با ورود به سرای گرد و غبار،
 به هر کجا که نگاه می‌کردم انبوه تاج‌های پادشاهی گرد آمده بود،
 هر کجا گوش می‌سپردم، صاحبان تاج‌ها بودند،
 که پیش‌تر، زمین را فرمان می‌دادند،
 اما اکنون کیست که به آنو و انلیل، خوراک گوشت پخته بدهد،
با شیرینی پذیرایشان کند و آب خنک از مَشک ریزد. 

## ریشه‌ها
دانش نوین ما از اسطوره‌های بین‌النهرین از کاوش‌های باستان‌شناسی در آسیای غربی و بازیابی بسیاری از لوح‌های سنگی و گلی، که برخی از آنها دارای بسیاری از داستان‌ها است، فراهم شده‌است. نسخه‌های گوناگونی از هر افسانه، با درونمایه‌های یکسان اما ناسازگاری‌های کلی وجود داشته‌است که در مکان‌های مختلف منطقه یافت شده‌است. این نسخه‌ها به زبانهای گوناگون، از جمله آکدی، سومری و بابلی کهن نوشته شده‌اند و بیشتر از یکی به دیگری ترجمه می‌شدند و ترجمه‌های ناکامل سبب ناسازگاری بیشتر بین آنها می‌شده.